# باول أوغستين ماير
باول أوغستين ماير (بالألمانية: Paul Augustin Mayer)‏ هو كاهن كاثوليكي ألماني، ولد في 23 مايو 1911 في آلتوتينغ في ألمانيا، وتوفي في 30 أبريل 2010 في روما في إيطاليا.

## وصلات خارجية
- باول أوغستين ماير على موقع مونزينجر (الألمانية)